# Новоувальский
Новоува́льский — посёлок в Крутихинском районе Алтайского края России. Входит в состав Заковряшинского сельсовета.

## История
Возникновение новых населённых пунктов в первые годы советской власти, в том числе — посёлка Ново-Увальского, который находился недалеко от Оби у небольшого озера Каменное, датировано в «Списке населённых мест Сибирского края» 1923 годом. В 1926 году в нём было 43 хозяйства, 221 житель
.

## География
Посёлок находится вблизи Обского водохранилища.
Уличная сеть
В посёлке 2 улицы — Новоувальская и Степная.
Транспорт
По району вблизи посёлка проходит автодорога Крутиха — Славгород. Жители посёлка пользуются автобусным междугородним сообщением, услугами частных компаний и личным автотранспортом.
Расстояние до
- районного центра Крутиха 13 км.
- краевого центра Барнаул 172 км.

Ближайшие населённые пункты
Караси 4 км, Дресвянка 4 км, Заковряшино 7 км, Камень-на-Оби 9 км, Большой Лог 12 км, Радостный 15 км.

## Население
| 1926 | 1997 | 1998 | 1999 | 2000 | 2001 | 2002 |
| ---- | ---- | ---- | ---- | ---- | ---- | ---- |
| 221  | ↘46  | ↘40  | →40  | ↗43  | ↗51  | ↘33  |
| 2003 | 2004 | 2005 | 2006 | 2007 | 2008 | 2009 |
| ↗35  | ↘26  | →26  | ↗31  | ↘27  | ↘23  | ↘18  |
| 2010 | 2011 | 2012 | 2013 |      |      |      |
| ↗19  | →19  | ↘17  | ↗18  |      |      |      |

## Инфраструктура
В селе работает Алтайский филиал ООО «Новосибирский рыбзавод» — рыбпитомники «Корал» и «Рыбный мир», в которых разводят ценные породы сиговых. Почтовое отделение, обслуживающее посёлок, находится в селе Заковряшино